# Municipio de Robberson No. 1B
El municipio de Robberson No. 1B (en inglés: Robberson No. 1B Township) es un municipio ubicado en el condado de Greene en el estado estadounidense de Misuri. En el año 2010 tenía una población de 1289 habitantes y una densidad poblacional de 23,48 personas por km².

## Geografía
El municipio de Robberson No. 1B se encuentra ubicado en las coordenadas 37°23′44″N 93°17′24″O / 37.39556, -93.29000. Según la Oficina del Censo de los Estados Unidos, el municipio tiene una superficie total de 54.89 km², de la cual 54,89 km² corresponden a tierra firme y (0 %) 0 km² es agua.

## Demografía
Según el censo de 2010, había 1289 personas residiendo en el municipio de Robberson No. 1B. La densidad de población era de 23,48 hab./km². De los 1289 habitantes, el municipio de Robberson No. 1B estaba compuesto por el 96,28 % blancos, el 0,23 % eran afroamericanos, el 1,32 % eran amerindios, el 0,31 % eran asiáticos, el 0,16 % eran de otras razas y el 1,71 % eran de una mezcla de razas. Del total de la población el 0,7 % eran hispanos o latinos de cualquier raza.